# Off the Desk
Off the Desk è un album dei Fairport Convention pubblicato nel 2006.

## Tracce

### Disco 1
1. Over the Falls - 4:22
2. Adieu, Adieu - 2:23
3. The Happy Man - 2:48
4. Canny Capers - 5:13
5. Willow Creek - 4:11
6. Genesis Hall - 4:10
7. Over the next hill - 4:18
8. Portmerion - 5:25
9. My Love is in America - 4:40
10. Western Wind - 4:59
11. Rosemarys' Sister - 6:21

### Disco 2
1. Some Special Place - 3:50
2. I'm Already There - 6:16
3. The Fossil Hunter - 6:31
4. The Journeymans' Grace - 4:35
5. Wait for the Tide to Come In - 4:41
6. The Wassail Song - 3:27
7. Morris Medley - 2:31
8. Close to You - 4:08
9. The Hiring Fair - 7:31
10. Walk Awhile - 4:19
11. John Gaudie - 4:33